# Flughafen Trat

i7
i11
i13
Der Flughafen Trat (thailändisch ท่าอากาศยานตราด; IATA-Code: TDX, ICAO-Code: VTBO) ist ein Regionalflughafen in der Provinz Trat in der Ostregion von Zentralthailand. Er liegt etwa 35 km westlich der Provinzhauptstadt Trat im Landkreis Khao Saming.

## Lage und Allgemeines
Dieser Flughafen ist nicht zu verwechseln mit dem „Trat Airstrip“ (ICAO: VTBV), der ausschließlich von der Royal Thai Air Force genutzt wird und südöstlich von Bang Phra nahe der Grenze zu Kambodscha liegt.
Mit Bangkok Airways, die gleichzeitig Betreiberin ist, kann man von dem am 31. März 2003 eröffneten Flugplatz in etwa 45 min nach Bangkok fliegen. Der Flughafen hat ein offenes Terminal und verfügt über eine 1800 m lange Landebahn. 
Die Flugverbindung zwischen Trat und der Insel Koh Samui wurde wieder gestrichen.
Auf dem Flughafen wurden Szenen zum Actionfilm Farang – Schatten der Unterwelt aus dem Jahr 2023 gedreht.